# Aleksandar Tirnanić
Aleksandar „Tirke” Tirnanić (szerbül: Александар Тирнанић Тирке; Krnjevo, Szerb Királyság, 1910. július 15. – Belgrád, Jugoszlávia, 1992. december 13.) szerb labdarúgó-középpályás, edző.
A Jugoszláv királyság válogatottjának tagjaként részt vett az 1928. évi nyári olimpiai játékokon és az 1930-as világbajnokságon.
1953 és 1960 között a jugoszláv válogatott szövetségi kapitánya volt.

## Eredmények

### Játékosként

#### OFK Beograd
- Jugoszláv bajnok (4): 1931, 1935, 1936, 1939

### Edzőként

#### Jugoszlávia
- Olimpiai aranyérmes (1): 1960